# Ligne ferroviaire Ulak - Elga
 (janvier 2022).
Si vous disposez d'ouvrages ou d'articles de référence ou si vous connaissez des sites web de qualité traitant du thème abordé ici, merci de compléter l'article en donnant les références utiles à sa vérifiabilité et en les liant à la section « Notes et références ».
La Ligne ferroviaire Ulak - Elga est une voie ferrée de 321 kilomètres située dans l'Extrême-Orient russe, desservant le Gisement de charbon d'Elga (ru) qui est le plus grand de Russie. Il s'agit d'une voie ferrée à Écartement russe construite et opérée par un acteur privé : Mechel.

## Caractéristiques
Débutant comme un embranchement sur le Magistrale Baïkal-Amour au niveau de la gare d'Ulak à proximité du Réservoir de Zeya (ru), la voie ferrée est doublée d'une voie routière.

## Projets
En termes de développement, il est prévu d'électrifier la ligne à moyen terme. A très long terme, la question d'une extension pour desservir Aïan et Okhotsk a déjà été évoquée, de la même façon que celle du Magistrale Amour-Iakoutie, qu'on souhaiterai étendre jusqu'à Magadan.